# 大牟田市
大牟田市（おおむたし）は、福岡県の最南端にある市。1917年（大正6年）市制施行。

## 概要
九州の中部に位置し、西は有明海に面している。みやま市高田町（旧三池郡高田町）や熊本県荒尾市、玉名郡南関町、同郡長洲町を含む独立した都市圏（大牟田都市圏）を形成している。
保健所政令市（保健所法施行令による指定：三号市）・廃棄物処理法施行令指定都市（名指し指定）の一つでもあったが、保健所は2020年（令和2年）3月31日限りで廃止され、保健所の設置主体や産業廃棄物の許可等の業務についての実施主体が福岡県へと変更された。
かつては三井三池炭鉱の石炭資源を背景とした石炭化学工業で栄え、1959年（昭和34年）には最大人口208,887人を誇ったが、エネルギー革命などにより石炭化学工業は衰退。同炭鉱が1997年（平成9年）3月に閉山してからは、廃棄物固形燃料（RDF）発電施設を中心とした環境リサイクル産業などの新興産業（エコタウン）や、立地条件を生かした大牟田テクノパーク（工業団地）への企業誘致などに力を入れている。
現在の市の公式キャッチフレーズは『やさしさとエネルギーあふれるまち・おおむた』。以前は『九州をつなぐ多機能都市・おおむた』であった。
2007年（平成19年）フォーブス誌「世界の最もきれいな都市トップ25位」に選定された。ちなみに1位はカルガリーで、アジアでは大牟田を含む日本の3都市（勝山9位、神戸25位）が選ばれている。また、2008年に「クオリティ・オブ・ライフ（生活の質）」が数値化された「クオリティ・オブ・リビング」の分野において、世界218都市中第69位となっている。
毎年7月下旬に行われるおおむた『大蛇山』まつりには、毎年40万人ほどが訪れるという。
2015年（平成27年）7月に三池炭鉱宮原坑・専用鉄道敷跡、三池港が明治日本の産業革命遺産として世界遺産に登録された。
2010年（平成22年）4月1日に過疎地域に指定されたが、2021年（令和3年）3月31日限りで指定解除され、卒業団体となった。

### 熊本県荒尾市との関係

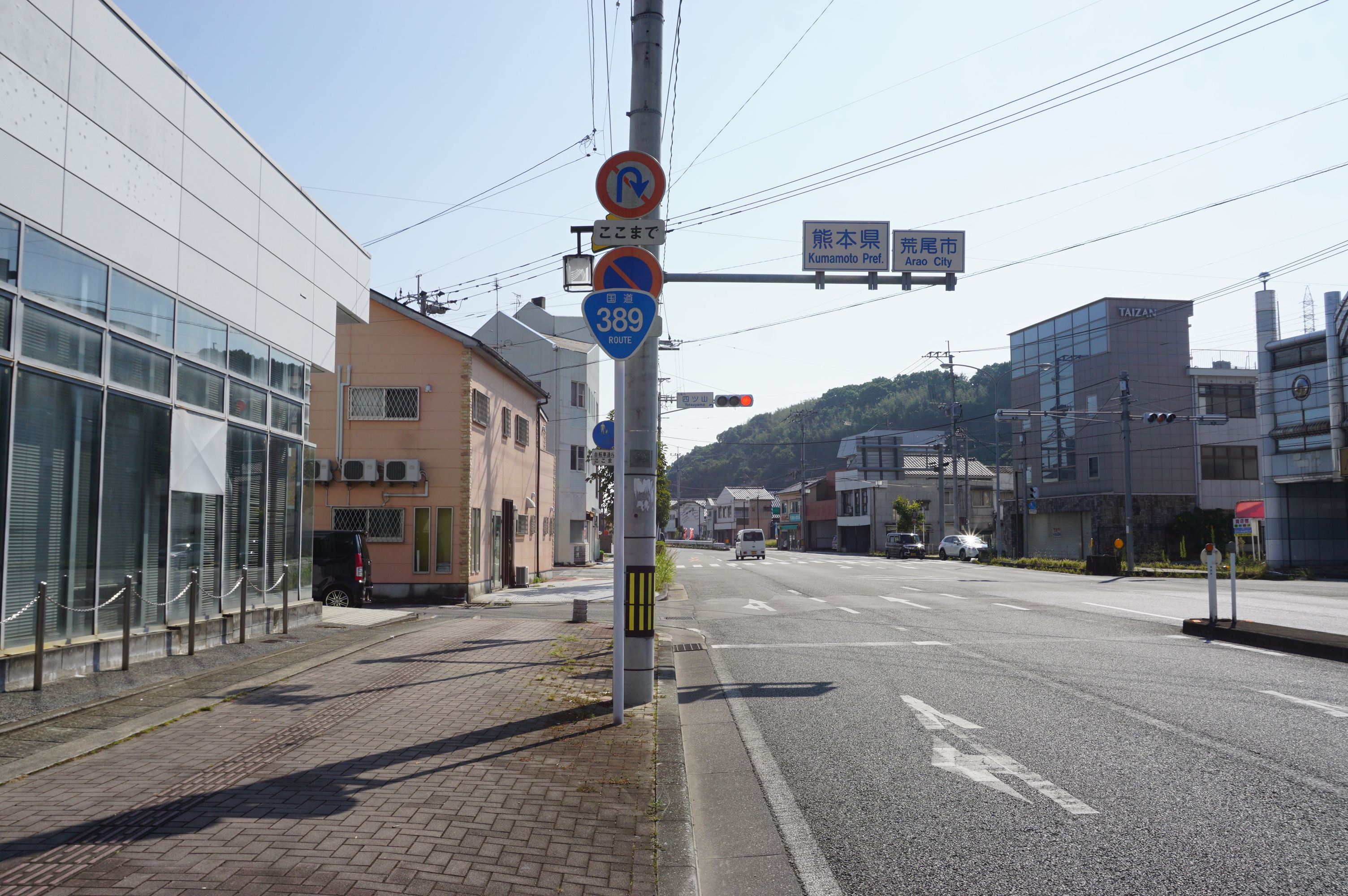
熊本県荒尾市との県境（福岡県側から）

南隣にある荒尾市とは、ともに「三池炭鉱の街」として栄えてきたこともあり、現在でも経済的な繋がりが大変強い。県境を跨いで市街地が連続（連坦）し、一体化した人口集中地区（DID）を形成している。自市以外への市町村別通勤・通学人口では、大牟田市は荒尾市へ、荒尾市は大牟田市へが最も多いほか、自市以外からの市町村別通勤・通学人口においても、大牟田市は荒尾市から、荒尾市は大牟田市からが最も多い。また、荒尾市と共同でゴミ処理を行っていたり、水道局の井戸・配水施設が荒尾市内にあったりするなど、自治体間の関係も深い。このような背景から、越境合併を望む声も少なくない。
大牟田市内には荒尾市の飛地が3箇所存在するが、これはいずれも江戸時代に当時の三池藩が肥後藩から灌漑用水を融通された見返りに土地を提供したものである。
なお、最寄りの高速道路のインターチェンジが玉名郡南関町にあるほか（九州自動車道南関インターチェンジ）、水道水を菊池川などから引いていたり、警察の交通取締りを福岡・熊本の両県警が共同実施していたりするなど、荒尾市以外の熊本県北部との結びつきもある。また熊本日日新聞の販売担当地域にも含まれている。

## 地理

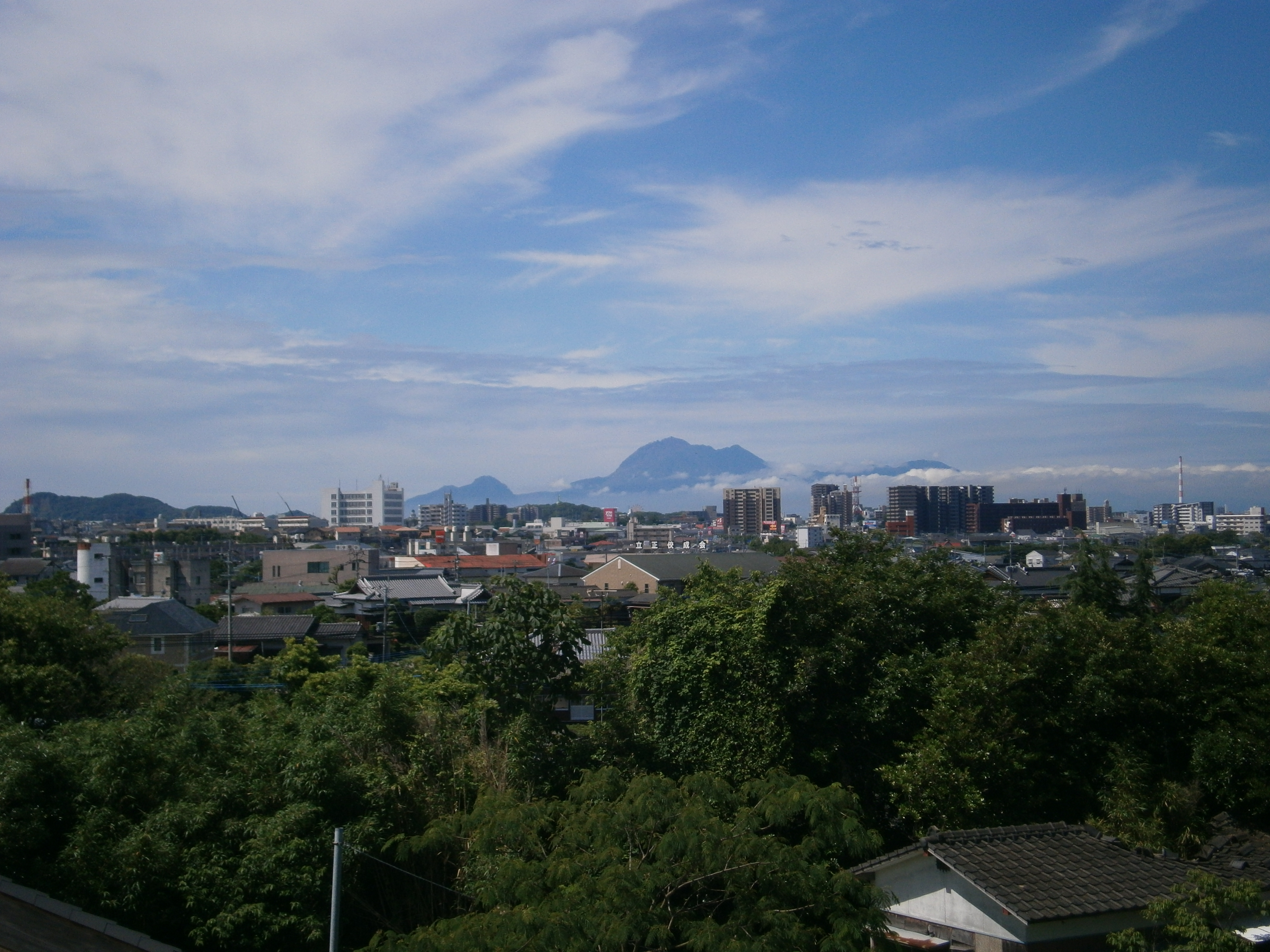
大牟田市街地の向こうに雲仙岳を望む

大牟田市中心部周辺の空中写真。
2008年4月19日撮影の24枚を合成作成。。

福岡県の最南端に位置し、南と東を熊本県に接している。福岡市より約65km南、熊本市より約45km北西、佐賀市より約35km南東に位置している。
有明海に面している市西部には干拓地や埋立地が広がっている。なお、有明海を隔てて島原半島と向い合っており、晴れた日には雲仙岳の姿を見ることもできる。一方、市東部は三池山（388m）・上徳（うわとこ）山（258m）・大間（だいま）山（225m）などの小高い山が連なり、また市北部に稲荷山（181m）・甘木山（123m）、さらに市南東部には高取山（131m）といった丘陵地が点在している。
市内を流れる一級河川は存在しないが、二級河川は諏訪川・大牟田川・堂面川・隈川の4本があり、堂面川の支流として白銀川・長溝川・手鎌野間川などがある。

### 気候
| 大牟田（1991年 - 2020年）の気候    | 大牟田（1991年 - 2020年）の気候 | 大牟田（1991年 - 2020年）の気候 | 大牟田（1991年 - 2020年）の気候 | 大牟田（1991年 - 2020年）の気候 | 大牟田（1991年 - 2020年）の気候 | 大牟田（1991年 - 2020年）の気候 | 大牟田（1991年 - 2020年）の気候 | 大牟田（1991年 - 2020年）の気候 | 大牟田（1991年 - 2020年）の気候 | 大牟田（1991年 - 2020年）の気候 | 大牟田（1991年 - 2020年）の気候 | 大牟田（1991年 - 2020年）の気候 | 大牟田（1991年 - 2020年）の気候 |
| 月                                 | 1月                             | 2月                             | 3月                             | 4月                             | 5月                             | 6月                             | 7月                             | 8月                             | 9月                             | 10月                            | 11月                            | 12月                            | 年                              |
| ---------------------------------- | ------------------------------- | ------------------------------- | ------------------------------- | ------------------------------- | ------------------------------- | ------------------------------- | ------------------------------- | ------------------------------- | ------------------------------- | ------------------------------- | ------------------------------- | ------------------------------- | ------------------------------- |
| 最高気温記録 °C （°F）             | 20.5 (68.9)                     | 21.8 (71.2)                     | 25.0 (77)                       | 29.6 (85.3)                     | 32.8 (91)                       | 35.0 (95)                       | 37.2 (99)                       | 38.1 (100.6)                    | 36.8 (98.2)                     | 32.7 (90.9)                     | 27.6 (81.7)                     | 23.6 (74.5)                     | 38.1 (100.6)                    |
| 平均最高気温 °C （°F）             | 10.0 (50)                       | 11.5 (52.7)                     | 15.0 (59)                       | 20.3 (68.5)                     | 24.9 (76.8)                     | 27.3 (81.1)                     | 30.9 (87.6)                     | 32.4 (90.3)                     | 29.0 (84.2)                     | 23.9 (75)                       | 18.0 (64.4)                     | 12.3 (54.1)                     | 21.3 (70.3)                     |
| 日平均気温 °C （°F）               | 5.6 (42.1)                      | 6.7 (44.1)                      | 10.1 (50.2)                     | 14.9 (58.8)                     | 19.5 (67.1)                     | 23.0 (73.4)                     | 26.8 (80.2)                     | 27.7 (81.9)                     | 24.2 (75.6)                     | 18.7 (65.7)                     | 12.9 (55.2)                     | 7.5 (45.5)                      | 16.5 (61.7)                     |
| 平均最低気温 °C （°F）             | 1.2 (34.2)                      | 1.9 (35.4)                      | 5.1 (41.2)                      | 9.6 (49.3)                      | 14.5 (58.1)                     | 19.3 (66.7)                     | 23.5 (74.3)                     | 24.1 (75.4)                     | 20.2 (68.4)                     | 13.9 (57)                       | 8.1 (46.6)                      | 2.9 (37.2)                      | 12.0 (53.6)                     |
| 最低気温記録 °C （°F）             | −7.4 (18.7)                     | −5.8 (21.6)                     | −3.8 (25.2)                     | −0.7 (30.7)                     | 5.0 (41)                        | 10.2 (50.4)                     | 15.1 (59.2)                     | 16.1 (61)                       | 9.6 (49.3)                      | 1.9 (35.4)                      | −1.3 (29.7)                     | −4.7 (23.5)                     | −7.4 (18.7)                     |
| 降水量 mm （inch）                 | 53.0 (2.087)                    | 73.6 (2.898)                    | 119.1 (4.689)                   | 139.1 (5.476)                   | 168.8 (6.646)                   | 366.8 (14.441)                  | 394.6 (15.535)                  | 212.6 (8.37)                    | 171.1 (6.736)                   | 83.3 (3.28)                     | 85.3 (3.358)                    | 58.6 (2.307)                    | 1,925.8 (75.819)                |
| 平均降水日数 （≥1.0 mm）           | 6.9                             | 7.9                             | 9.9                             | 9.7                             | 9.2                             | 13.4                            | 11.9                            | 9.5                             | 8.8                             | 6.0                             | 7.7                             | 6.9                             | 107.9                           |
| 平均月間日照時間                   | 140.7                           | 149.7                           | 174.7                           | 188.8                           | 199.1                           | 132.3                           | 188.0                           | 217.1                           | 185.0                           | 191.9                           | 156.4                           | 143.1                           | 2,066.7                         |
| 出典1：Japan Meteorological Agency |                                 |                                 |                                 |                                 |                                 |                                 |                                 |                                 |                                 |                                 |                                 |                                 |                                 |
| 出典2：気象庁                      |                                 |                                 |                                 |                                 |                                 |                                 |                                 |                                 |                                 |                                 |                                 |                                 |                                 |

### 人口
| |                                          |  |
| 大牟田市と全国の年齢別人口分布（2005年） | 大牟田市の年齢・男女別人口分布（2005年） |  |
| ■紫色 ― 大牟田市 ■緑色 ― 日本全国 | ■青色 ― 男性 ■赤色 ― 女性                |  |
| 大牟田市（に相当する地域）の人口の推移 \| 1970年（昭和45年） \| 175,143人 \| \| \| 1975年（昭和50年） \| 165,969人 \| \| \| 1980年（昭和55年） \| 163,000人 \| \| \| 1985年（昭和60年） \| 159,424人 \| \| \| 1990年（平成2年） \| 150,453人 \| \| \| 1995年（平成7年） \| 145,085人 \| \| \| 2000年（平成12年） \| 138,629人 \| \| \| 2005年（平成17年） \| 131,090人 \| \| \| 2010年（平成22年） \| 123,638人 \| \| \| 2015年（平成27年） \| 117,360人 \| \| \| 2020年（令和2年） \| 111,281人 \| \| |                                          |  |
| 総務省統計局 国勢調査より |                                          |  |
| 1970年（昭和45年） | 175,143人                                |  |
| 1975年（昭和50年） | 165,969人                                |  |
| 1980年（昭和55年） | 163,000人                                |  |
| 1985年（昭和60年） | 159,424人                                |  |
| 1990年（平成2年） | 150,453人                                |  |
| 1995年（平成7年） | 145,085人                                |  |
| 2000年（平成12年） | 138,629人                                |  |
| 2005年（平成17年） | 131,090人                                |  |
| 2010年（平成22年） | 123,638人                                |  |
| 2015年（平成27年） | 117,360人                                |  |
| 2020年（令和2年） | 111,281人                                |  |

### 隣接する自治体
- 福岡県
  - みやま市
- 熊本県
  - 荒尾市
  - 玉名郡南関町

### 町名・大字名
「大牟田市の町・字」参照。

## 歴史

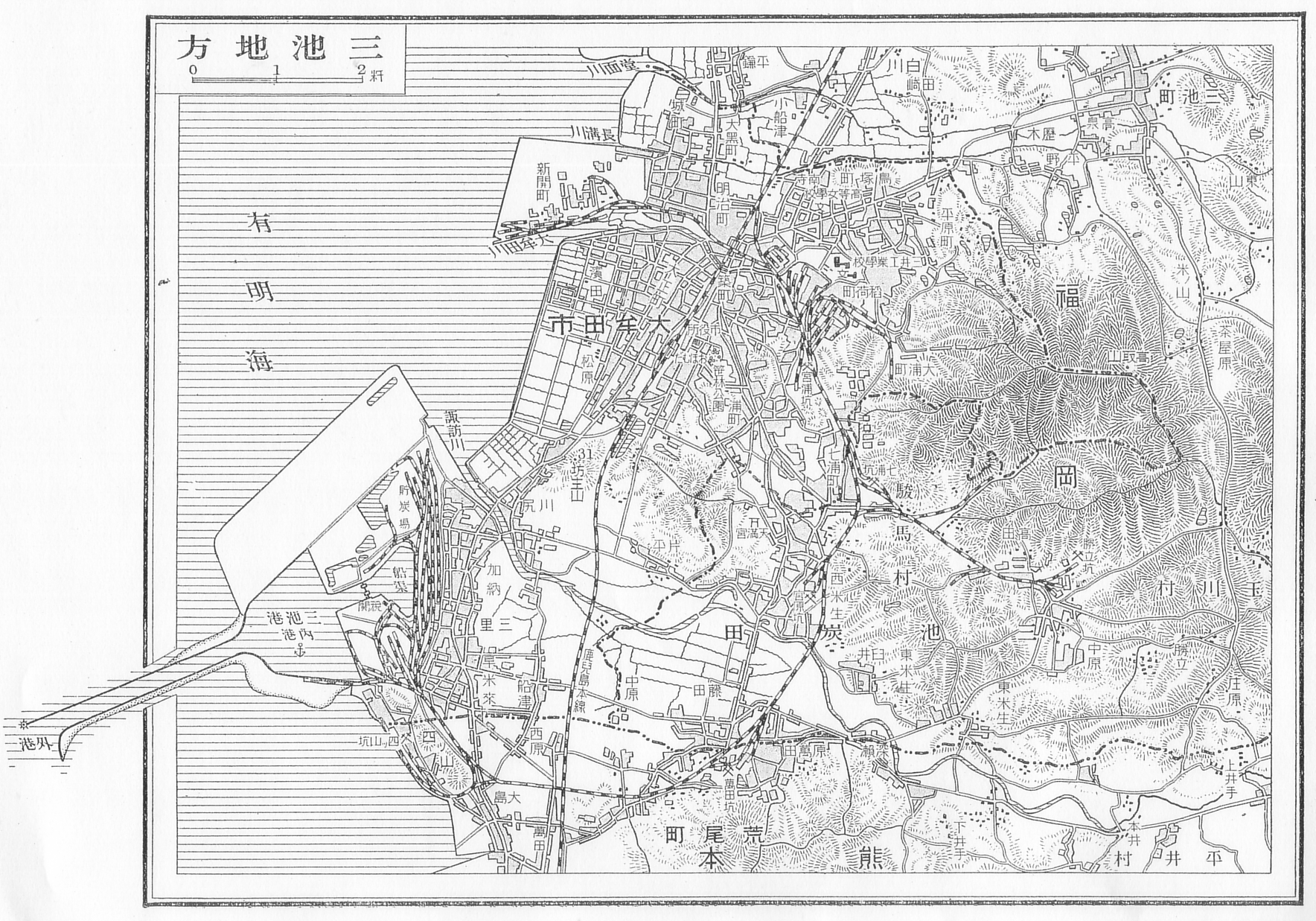
1930年頃（昭和初頭）の大牟田市周辺の地図。

- 1889年（明治22年）4月1日 - 町村制が施行され、大牟田（おおむた）・下里（さがり）・稲荷（とうか）・横須（よこす）の4村が合併して三池郡大牟田町が発足。
- 1891年（明治24年）4月1日 - 九州鉄道（現在のJR鹿児島本線）久留米 - 玉名間が開通、大牟田駅が開業。
- 1908年（明治41年） - 三池港開港。
- 1917年（大正6年）3月1日 - 市制施行し大牟田市となる。
- 1927年（昭和2年）
  - 9月13日 - 台風接近に伴う高潮が防波堤を超えて氾濫。市中の約2/3が泥海状態となる[5]。
  - 12月1日 - 大牟田電気軌道（後の西鉄大牟田市内線）旭町 - 四ツ山間が開業。
- 1929年（昭和4年）4月1日 - 三池郡三川町を編入。
- 1933年（昭和8年）3月26日 - 九州で初の（交換手不要の）自動電話が開始。
  - この頃までに初代「大牟田市歌」が制定される。
- 1936年（昭和11年）3月 - 二代目市庁舎（現：市役所本館）落成。
- 1937年（昭和12年）
  - 9月25日 - 大牟田爆発赤痢事件発生。
  - 10月10日 - 大牟田松屋開業。
- 1938年（昭和13年）10月1日 - 九州鉄道大牟田線（現在の西鉄天神大牟田線）中島 - 栄町間が開業。
- 1939年（昭和14年）7月1日 - 九州鉄道大牟田線栄町 - 大牟田間が開業。
- 1941年（昭和16年）4月1日 - 三池郡三池町、駛馬町、玉川村、銀水村を編入。
- 1944年（昭和19年）
  - 9月中旬 - 市内の三川炭鉱で爆発事故が発生、死傷者多数。福岡県が天皇・皇后から御救恤金を賜る[6]。
  - 11月21日 - 大牟田空襲：B-29による初空襲。以降、5回にわたる空襲で死者1,100人以上、被災面積のべ3.04 km2以上の被害を受ける[7]。
- 1949年（昭和24年）5月29日 - 昭和天皇の戦後巡幸：昭和天皇が市内を行幸。三池鉱業所、大正小学校、市役所などを訪問[8]。
- 1952年（昭和27年） - 市制35周年を記念しNHK福岡放送局、西日本新聞社と合同で2代目「大牟田市歌」を制定。
- 1954年（昭和29年）3月15日 - 西鉄大牟田市内線全線廃止。
- 1959年（昭和34年） - 市の人口が史上最多となる208,887人を記録。
- 1963年（昭和38年） - 三井三池炭鉱三川坑で炭塵爆発が発生、死者458名、CO中毒者839名を出す。
- 1970年（昭和45年）
  - 久留米井筒屋大牟田店開業。
  - 栄町駅が現在地に移転、新栄町駅となる。
- 1997年（平成9年） - 三井三池炭鉱が閉山。
- 2000年（平成12年） - 久留米井筒屋大牟田店が閉店。
- 2001年（平成13年）10月19日 - ゆめタウン大牟田が開業。
- 2004年（平成16年）
  - 7月2日 - 大牟田松屋が閉店。
  - 9月22日 - 大牟田4人殺害事件が発覚する[9]。
- 2008年（平成20年）3月28日 - 有明海沿岸道路大牟田IC - 高田IC間が開通。
- 2009年（平成21年） - 三井三池炭鉱宮原坑が九州・山口の近代化産業遺産群に掲載される。
- 2011年（平成23年）
  - 3月12日 -  九州新幹線博多 - 新八代間が開業、新大牟田駅が設置される。
  - 3月18日 - イオンモール大牟田開業。
- 2012年（平成24年）1月29日 - 有明海沿岸道路三池港IC - 大牟田IC間が開通。
- 2015年（平成27年）7月5日 - 三池炭鉱・三池港が、「明治日本の産業革命遺産 製鉄・製鋼、造船、石炭産業」として世界遺産に登録される。
- 2016年（平成28年） - 1月24日からの寒波の影響により水道管が破損漏水し断水となる[10]。
- 2017年（平成29年）3月1日 - 市制100周年を記念して公式キャラクター「ジャー坊」を制定。命名はレベルファイブ社長・日野晃博、デザインは同社キャラクターデザイナー・長野拓造（ともに同市出身）[11][12]。

- 2020年（令和2年）

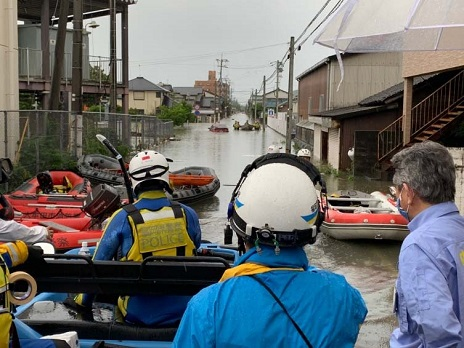
令和2年7月豪雨による大牟田市内の洪水

  - 4月1日 - 人口減少により、保健所政令市及び廃棄物処理法等政令市の指定が解除される。
  - 7月6日 - 令和2年7月豪雨：大雨特別警報が発表され[注釈 1]、住宅の浸水により2名が死亡したほか、床上・床下浸水や崖崩れ・法面崩落、道路・田畑の冠水など、市内各地で甚大な被害が出る[13]。
- 2025年（令和7年）
  - 7月28日 - 三井化学工場からホスゲンを含む塩素系のガスが流出。警察官、消防署員ほか地域住民155人が医療機関で受診、うち16人以上が入院[14][15][16]。この事故の影響でおおむた『大蛇山』まつりの一部催しが中止となる[17]。

## 行政

### 市庁舎

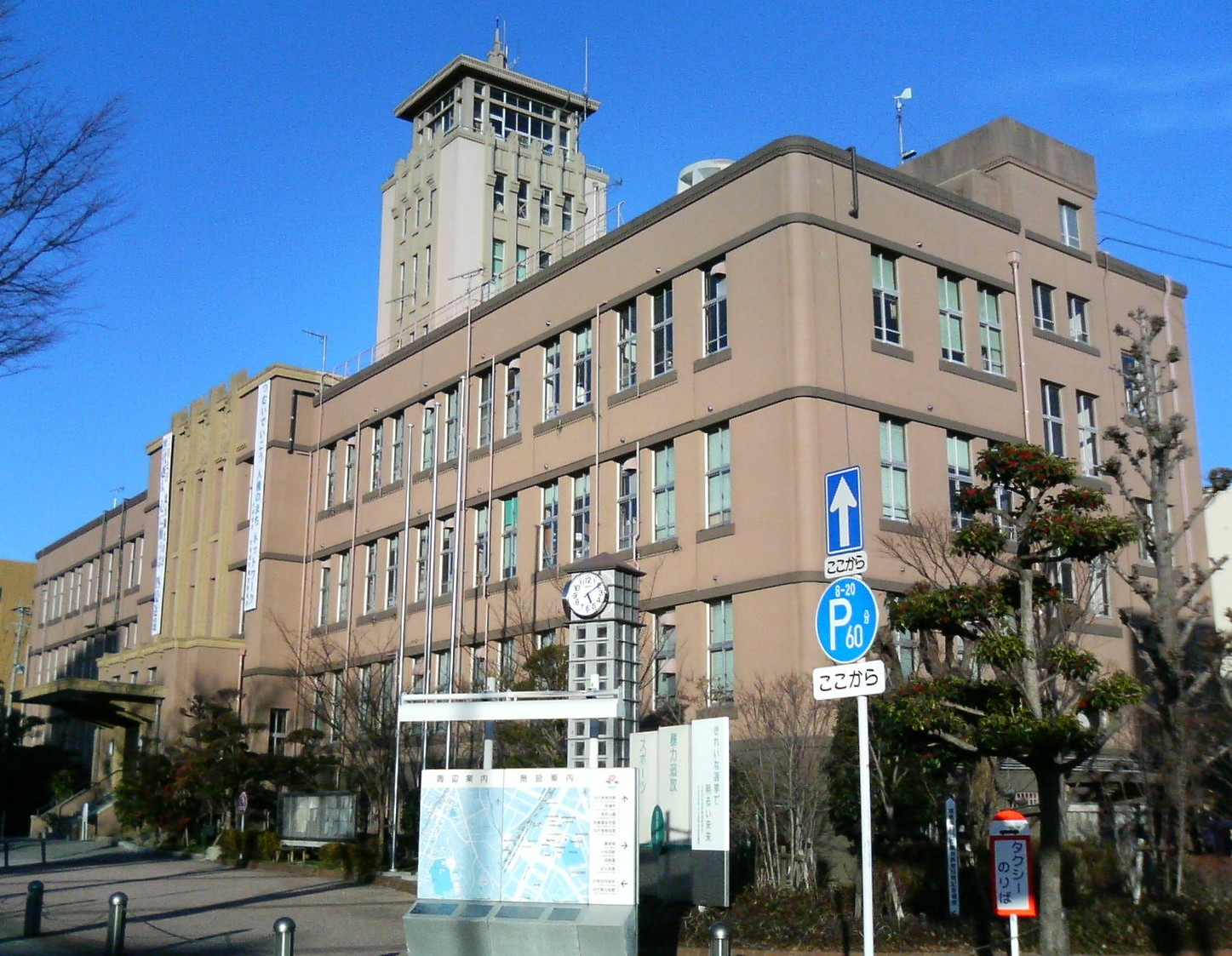
大牟田市役所全景（2007年）

現在の市庁舎は二代目で、本館は1936年3月に落成した。戦時中の空襲にも耐え、屋上には高射砲の台座や防空監視哨、中庭には防火用水の水槽が現存する。屋内は逐次改装されているが、大理石製の階段や廊下、マントルピースが竣工時のまま残る。2005年（平成17年）には、「大牟田市役所本庁舎旧館」の名で国の登録有形文化財となった。
本館は築80年以上が経過しており老朽化が著しく、耐震基準を満たしていない上に手狭でバリアフリーに問題があることに加え、市庁舎が分散して立地していること、駐車場が不足していることが市民の不満になっており、大牟田市は市民アンケートを実施し、また整備検討委員会を開催して、2019年2月、現在地で市庁舎を建て替える基本方針案を作成した。しかし、登録有形文化財になった官公庁の建物で、かつ鉄筋コンクリート製の建物が解体された例は稀であることから、市民の間に反対論があり、市議会も市当局の説明不足を指摘して、解体のための関連予算を否決した。さらに、市長が入れ替わったことから2020年2月に再び市民アンケートが行われ、解体と保存の意見が拮抗、
4月の段階で解体の白紙撤回と整備計画を再検討することが明らかとなった。

### 市長

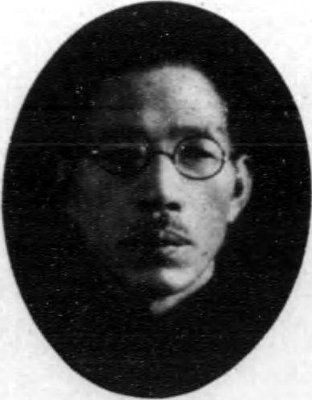
第6-7代市長田中修（1938-1946年）

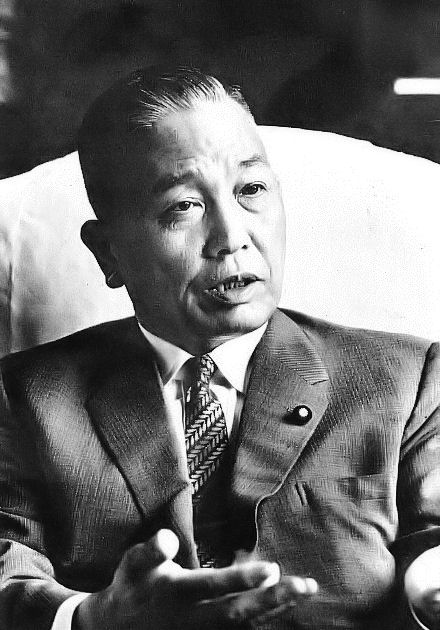
第8-9代市長荒木万寿夫（1946-1947年）

- 関好孝（2019年12月3日就任、2期目[28]）

| 代    | 氏名       | 就任年月日     | 退任年月日     | 備考                                     |
| ----- | ---------- | -------------- | -------------- | ---------------------------------------- |
| 1     | 巌谷忠順   | 1917年7月3日   | 1921年7月2日   |                                          |
| 2     | 岩井敬太郎 | 1922年3月23日  | 1926年3月      |                                          |
| 3     | 岩井敬太郎 | 1926年4月      | 1929年8月10日  |                                          |
| 4     | 奥村長作   | 1929年11月23日 | 1933年11月22日 |                                          |
| 5     | 前田慎吾   | 1934年5月4日   | 1937年12月4日  |                                          |
| 6-7   | 田中修     | 1938年1月23日  | 1946年1月22日  |                                          |
| 8     | 荒木万寿夫 | 1946年1月31日  | 1947年4月2日   |                                          |
| 9     | 荒木万寿夫 | 1947年4月7日   | 1947年4月18日  | 衆院選出馬のため辞職                     |
| 10    | 田中忠蔵   | 1947年6月4日   | 1951年3月29日  |                                          |
| 11    | 田中忠蔵   | 1951年4月26日  | 1955年4月3日   |                                          |
| 12    | 細谷治嘉   | 1955年5月2日   | 1959年4月29日  |                                          |
| 13    | 細谷治嘉   | 1959年5月2日   | 1963年4月29日  |                                          |
| 14    | 円仏末吉   | 1963年5月2日   | 1967年4月29日  |                                          |
| 15    | 田中忠蔵   | 1967年4月30日  | 1971年4月29日  |                                          |
| 16    | 山田亀一   | 1971年4月30日  | 1975年4月29日  |                                          |
| 17    | 古賀治     | 1975年4月30日  | 1979年4月29日  |                                          |
| 18-19 | 黒田穣一   | 1979年4月30日  | 1986年12月16日 | 受託収賄の容疑で逮捕されたことにより辞職 |
| 20-22 | 塩塚公一   | 1987年2月1日   | 1995年11月1日  | 衆院選出馬のため辞職                     |
| 23-24 | 栗原孝     | 1995年12月4日  | 2003年12月2日  |                                          |
| 25-27 | 古賀道雄   | 2003年12月3日  | 2015年12月2日  |                                          |
| 28    | 中尾昌弘   | 2015年12月3日  | 2019年12月2日  |                                          |
| 29-30 | 関好孝     | 2019年12月3日  | 現職           |                                          |

### 消防
- 大牟田市消防本部
  - 大牟田消防署
  - 吉野出張所
  - 明治出張所
  - 勝立出張所

### 警察
- 福岡県大牟田警察署
  - 倉永交番
  - 銀水交番
  - 大正町交番
  - 駅前交番
  - 勝立交番
  - 三里交番

### 地区公民館
- 中央地区公民館
- 三川地区公民館
- 勝立地区公民館
- 吉野地区公民館
- 三池地区公民館
- 手鎌地区公民館
- 駛馬地区公民館

## 議会

### 市議会
- 定数：23名
- 任期：2023年5月2日 - 2027年5月1日

### 県議会
- 大牟田市選挙区
- 定数：2名
- 任期：2023年4月30日 - 2027年4月29日

| 議員名   | 会派名         | 備考             |
| -------- | -------------- | ---------------- |
| 大橋克己 | 民主県政県議団 | 所属党派は無所属 |
| 永川俊彦 | 自民党県議団   | 所属党派は無所属 |

### 衆議院
- 任期 ： 2021年（令和3年）10月31日 - 2025年（令和7年）10月30日（「第49回衆議院議員総選挙」参照）

| 選挙区                                                            | 議員名 | 党派名     | 当選回数 | 備考   |
| ----------------------------------------------------------------- | ------ | ---------- | -------- | ------ |
| 福岡県第7区（大牟田市、柳川市、八女市、筑後市、みやま市、八女郡） | 藤丸敏 | 自由民主党 | 4        | 選挙区 |

## 姉妹都市・友好都市

### 海外
- マスキーゴン郡（アメリカ合衆国　ミシガン州）
- マスキーゴン市（アメリカ合衆国　ミシガン州）
- ノースマスキーゴン市（アメリカ合衆国　ミシガン州）
- 大同市（中国 山西省）

## 教育

### 大学
私立

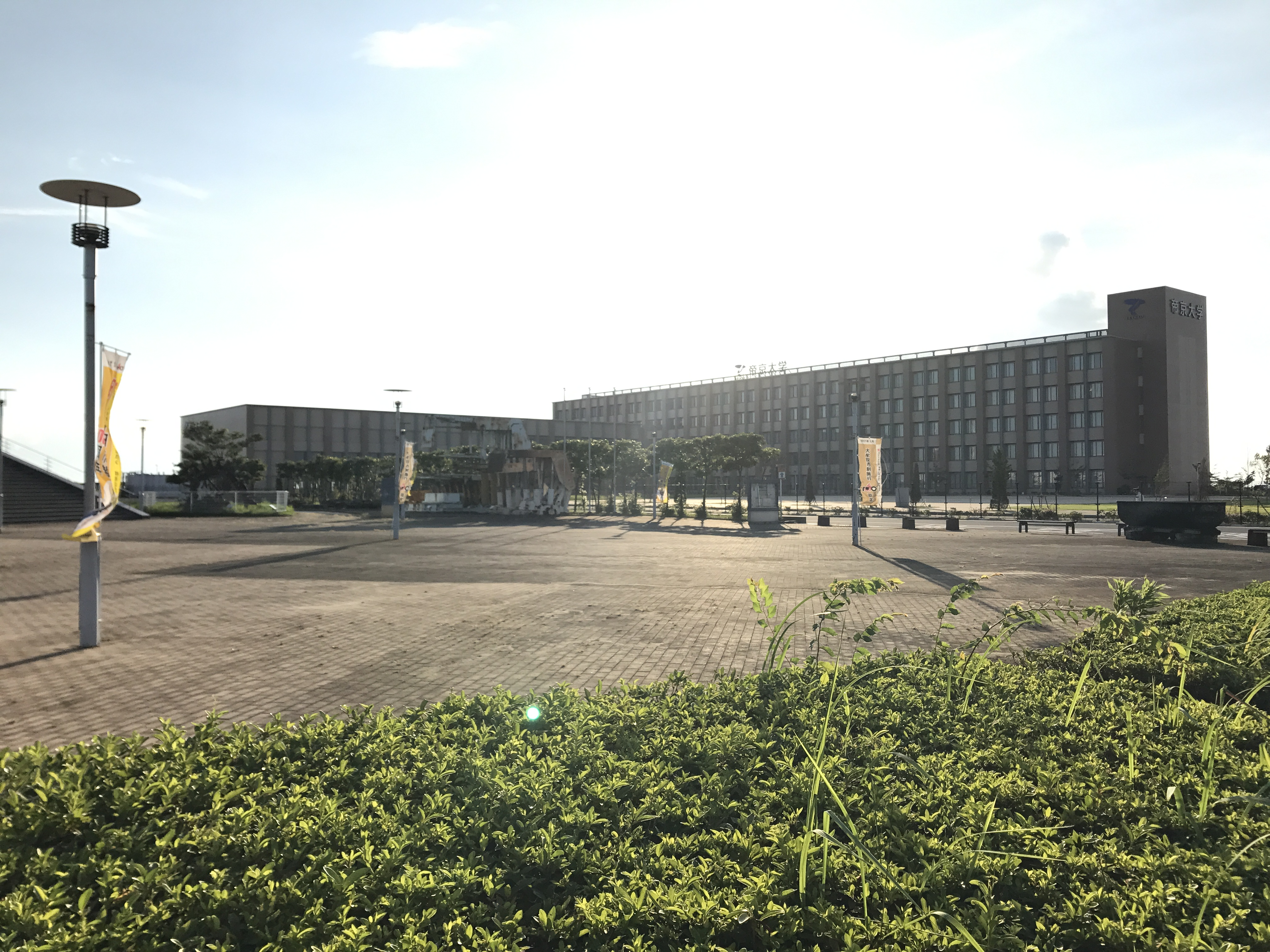
帝京大学福岡キャンパス（2017年）

- 帝京大学福岡キャンパス : 福岡医療技術学部（看護学科・診療放射線学科・理学療法学科・作業療法学科・医療技術学科救急救命士コース・医療技術学科臨床工学コース）
  - 2014年に新勝立町より岬町のネイブルランド跡地にキャンパスを移転、従来の理学療法学科・作業療法学科に加え看護学科・診療放射線学科を新設
  - 新勝立町の旧キャンパスにも一部機能が残されている

### 高等専門学校
国立
- 有明工業高等専門学校

### 高等学校
公立
- 福岡県立三池高等学校
- 福岡県立三池工業高等学校
- 福岡県立大牟田北高等学校
- 福岡県立ありあけ新世高等学校（福岡県立三池農業・大牟田商業・大牟田南の3高等学校の統合によって誕生）

私立
- 大牟田高等学校
- 誠修高等学校（旧・不知火女子高等学校）
- 明光学園高等学校

### 中学校
公立
大牟田市立の全中学校がユネスコ・スクールとして持続可能な開発のための教育（ESD）に取り組んでいる。
- 大牟田市立宅峰中学校
- 大牟田市立宮原中学校
- 大牟田市立松原中学校
- 大牟田市立白光中学校

- 大牟田市立御木中学校
- 大牟田市立白銀中学校
- 大牟田市立甘木中学校

私立
- 大牟田中学校
- 明光学園中学校

### 小学校
大牟田市立の全小学校がユネスコ・スクールとして持続可能な開発のための教育（ESD）に取り組んでいる。廃校も含め、すべて公立である。
- 大牟田市立みなと小学校
- 大牟田市立天領小学校
- 大牟田市立駛馬小学校
- 大牟田市立天の原小学校
- 大牟田市立玉川小学校
- 大牟田市立大牟田中央小学校
- 大牟田市立大正小学校
- 大牟田市立中友小学校
- 大牟田市立明治小学校
- 大牟田市立白川小学校

- 大牟田市立平原小学校
- 大牟田市立高取小学校
- 大牟田市立三池小学校
- 大牟田市立羽山台小学校
- 大牟田市立銀水小学校
- 大牟田市立上内小学校
- 大牟田市立吉野小学校
- 大牟田市立倉永小学校
- 大牟田市立手鎌小学校

### 特別支援学校
- 大牟田市立大牟田特別支援学校 - ユネスコ・スクールとして持続可能な開発のための教育（ESD）に取り組んでいる。
- 福岡県立柳河特別支援学校大牟田分教室

### 各種学校
- 大牟田医師会看護専門学校
- 大牟田中央自動車学校
- 福岡県立大牟田高等技術専門校

## 施設

### 郵便局
- 大牟田郵便局（〒836・〒837で始まる地域を管轄[注釈 3]）
  - 大牟田白金郵便局
  - 大牟田大正郵便局
  - 大牟田旭町郵便局
  - 大牟田臼井郵便局
  - 大牟田藤田町郵便局
  - 大牟田三里郵便局
  - 大牟田通町郵便局
  - 勝立郵便局
  - 大牟田明治町郵便局
  - 大牟田小浜郵便局
  - 大牟田上官町郵便局
  - 手鎌郵便局
  - 大牟田一浦郵便局
  - 大牟田駛馬郵便局
  - 大牟田浄真郵便局
  - 大牟田竜湖瀬郵便局
  - 大牟田三川町郵便局
  - 三池郵便局
  - 市場山下簡易郵便局
  - 大牟田橘簡易郵便局
  - 上内簡易郵便局
  - 大牟田久福木簡易郵便局
  - 大牟田吉野郵便局
  - 銀水郵便局
  - 倉永郵便局

### 電話
- 市外局番：0944（瀬高MA）

昭和8年に、九州で最初に自動交換が開始されたところで、記念碑が建てられている。

### 病院
- 国立病院機構大牟田病院（病床数430）
- 大牟田市立病院（病床数350）
- 福岡県済生会大牟田病院（病床数196）
- 社会保険大牟田天領病院（病床数389）
- 南大牟田病院（病床数150）
- 大牟田共立病院（病床数102）
- 米の山病院（病床数219）
- 大牟田中央病院（病床数164）
- みさき病院（病床数144）

## 産業

### 大牟田市に本社を置く主な企業
- 有明新報
- いなだ豆
- 大牟田電子工業
- 大牟田柳川信用金庫
- オーム乳業
- 尾長屋
- KMアルミニウム
- 信号電材
- 西鉄バス大牟田
- ヤマサキ

### 工業
- 三井金属鉱業（セラミックス事業部・薄膜材料事業部・三池レアメタル工場）
- 三井三池製作所（九州事業所・三池営業所）
- 三井住建道路（大牟田営業所・大牟田合材工場）
- 三井化学（大牟田工場）
- デンカ（大牟田工場）
- 関東化学（大牟田工場）
- 昭和アルミニウム缶（大牟田工場）

### 商業
1990年代前半までは井筒屋大牟田店（2000年閉店）やダイエー大牟田店（1995年閉店）などがあった新栄町や、大牟田松屋（2004年閉店）のあった本町・銀座通りなどが大牟田市の小売業の中心であったが、郊外への大型商業施設進出の影響もあって1990年代中頃から核となる大型店舗の撤退が相次ぎ、シャッター通りと化した。
2001年（平成13年）には市中心部に近い旭町・東新町地区にゆめタウン大牟田、2011年（平成23年）には臨海部の岬町地区にイオンモール大牟田が開業した。
歓楽街である旭町3丁目、栄町1-2丁目、新栄町、住吉町、大正町1-2丁目、築町、中島町、橋口町、浜町、古町、本町1-2丁目、港町並びに有明町1丁目1番地は暴力団排除特別強化地域に指定されている。

#### おもな商業施設
- ゆめタウン大牟田
- イオンモール大牟田

#### 商業集積地区
旭町・東新町地区
大型商業施設・ゆめタウン大牟田があるほか、国道208号沿いに個人商店が並んでいる。東新町の国道南側はかつて片屋根アーケードとなっていたが、電線類地中化工事に伴い撤去された。
銀座通り・本町・大正町地区
銀座通りに個人商店が並んでいるほか、隣接する本町・大正町地区は飲食店等が多く、市内最大の歓楽街となっている。2004年に閉店した大牟田松屋もこの地区にあった。
三川・四ツ山・県堺地区
戦後の闇市から発展して形成された商店街といわれている。DIDが熊本県荒尾市と連続して形成されている。三井三池炭鉱の閉山や大型商業施設の進出などの影響もあり、2011年に地元資本のショッピングセンターが閉店した。
通町地区
県道5号線に個人商店が並ぶ。旭町・東新町地区とは商店街がほぼ繋がっていて、両地区の中間ほどに鮮ど市場やドラッグストアモリがある。
三池地区
県道5号線沿いを中心に、個人商店が並んでいる。毎年3月初めに三池初市が行われる。
吉野地区
かつては大型店舗がなく、個人商店が中心であったが、商店主が中心となって協同組合を立ち上げ、1993年にショッピングセンター・グリーンベルを開業するなど、特徴的な商業活動が展開されていた。なお、グリーンベルは閉店し、現在はマルショク吉野店となっている。
唐船地区
片側2車線の市道沿いに、ロードサイド店舗型商業施設・O-MUTA REXをはじめ、ヤマダデンキやナフコなどのチェーン店が点在する。
甘木・田隈地区
国道208号線沿いに郊外型店舗が集積する地区。1980年代にウィズユー（ディスカウントストア）、オサダが開店したのを皮切りに、数多くの郊外型店舗が開業した。なお、ウィズユー、オサダとも既に撤退し、現在はそれぞれダイソーと新鮮市場サカイになっている。また、同地区にあるロードサイド型商業施設・不知火プラザには飲食店や雑貨屋・インターネットカフェなどがある。
船津地区
国道208号線の、熊本県荒尾市との県境付近にある。近年、ヤマダ電機やマルキョウ、ニトリなど大型店舗の進出が相次いでいる。また、県境を挟んだ荒尾市側にも、イオンタウン荒尾やロードサイド型商業施設・有明プラザ、ケーズデンキなどがあり、県境を挟んで日常的に行き来する住民も多い。

#### 主なアーケード通り
- 大牟田銀座通商店街
- 本町サンルート商店街
- 新銀座商店街
- 新栄町商店街

#### 歓楽街
新栄町・浜町・本町・大正町・中島町にかけて、大牟田市の飲み屋の7割以上が立地する歓楽街を形成している。特に大正町には数階建ての雑居ビルが多く立地して、週末には多くの客で賑わう。

#### かつて存在した主な商業施設
百貨店
- 久留米井筒屋大牟田店 - 2000年閉店（新栄町地区）
- 大牟田松屋 - 2004年閉店（銀座通り地区）

スーパーマーケット
- ダイエーまるまつ - 1994年閉店（大正町地区）
- ダイエー大牟田店 - 1995年閉店（新栄町地区）
- サンリブ大牟田店 - 2011年閉店（新栄町地区）
- ワコーとれとれ市場 - 2011年閉店（県堺地区）

その他の商業施設
- さんえい - 1999年閉店（新栄町地区）
- サンパレス - 2002年閉店（新栄町地区）
- エマックスオオムタ（旧西鉄名店街） - 2004年閉店（新栄町地区）

### 金融機関
大牟田市内に本店・支店を置く金融機関
- 三井住友銀行（旧三池銀行）
- 福岡銀行
- 西日本シティ銀行
- 福岡中央銀行
- 肥後銀行
- 熊本銀行
- 筑邦銀行
- 大牟田柳川信用金庫
- 福岡県信用組合
- 南筑後農業協同組合

### 漁業
- 大牟田港
- 黒崎漁港

### 特産品・土産物など
- みかん（上内みかん・芝尾みかん）
- 海苔（福岡のり）
- 高菜（三池高菜）
- 草木饅頭（江口栄商店・黒田家）
- かすてら饅頭
- 四ッ山漬
- ダゴ・お好み焼き（高専ダゴ・みゆきなど）
- いきなり饅頭

## 交通
福岡空港から車で71分、佐賀空港から車で65分の位置にある。航空機の発着便数の多さなどから福岡空港を利用する人が多い。
行政の支援を受けたリムジンタクシーが大牟田市内と佐賀空港とを結んでおり、片道3,000円で利用できる（前日の17時までに予約が必要）。
ヘリポートはイオンモール大牟田敷地内と記念グラウンドにある。

### 鉄道

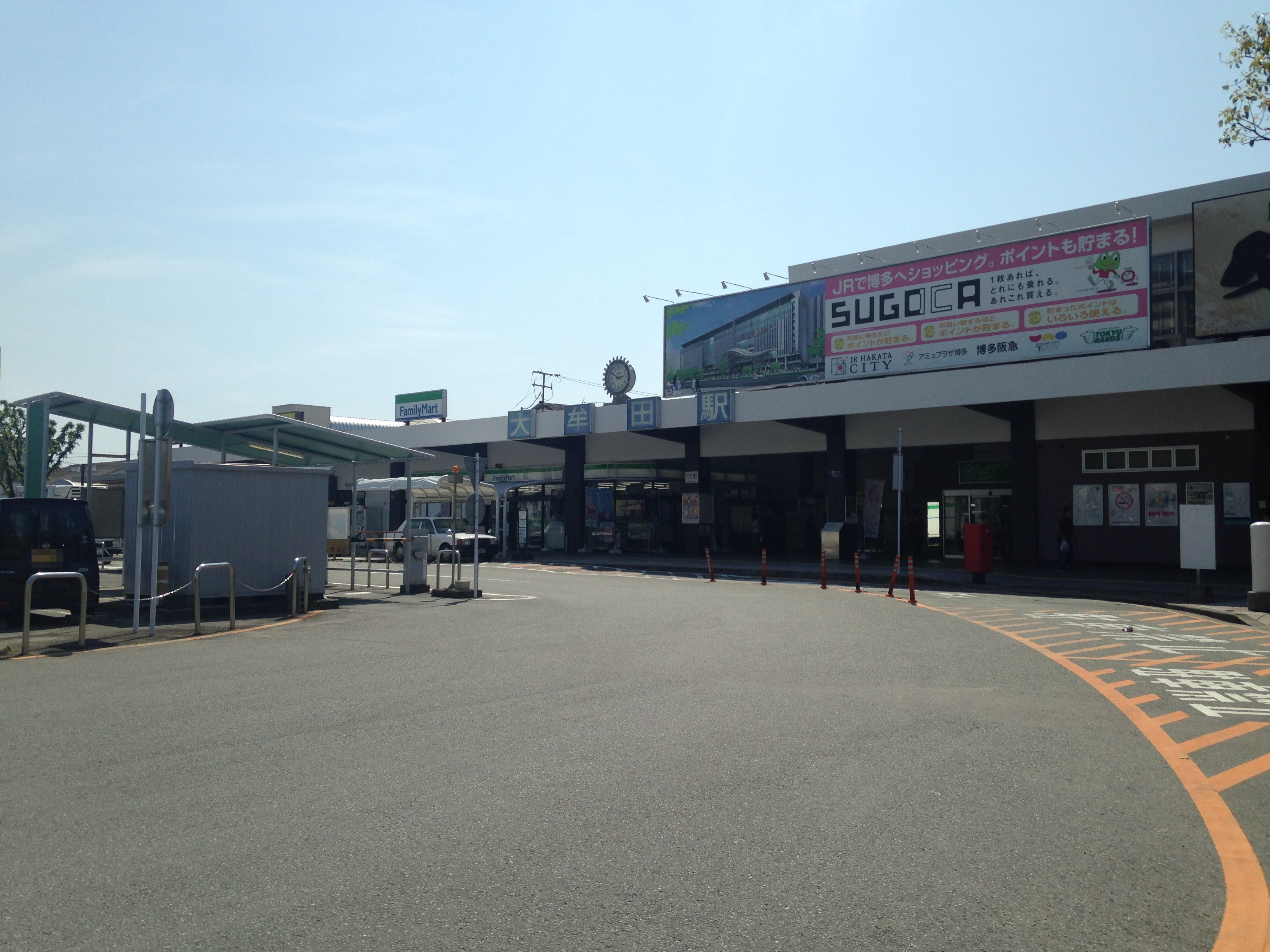
大牟田駅東口

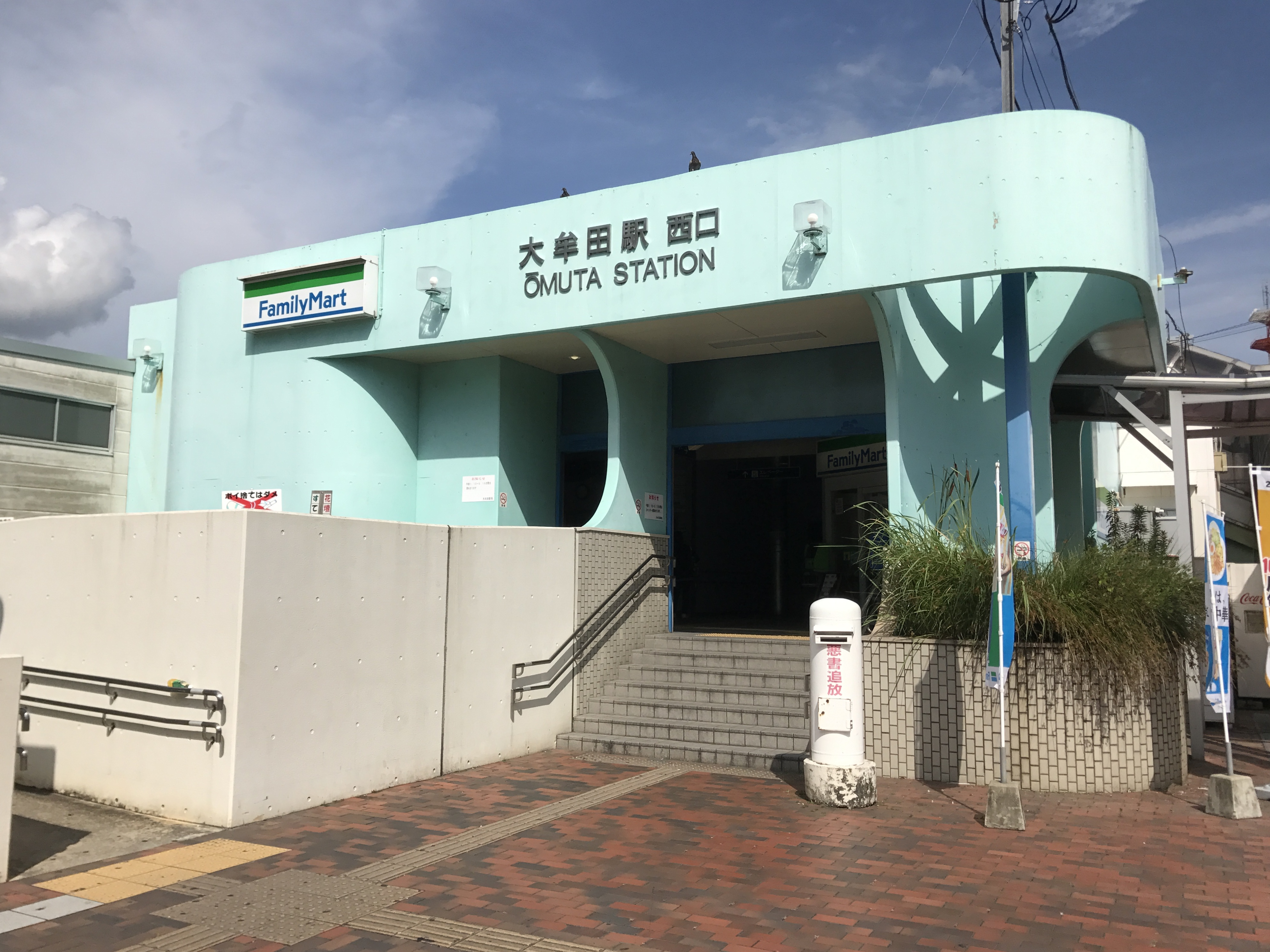
大牟田駅西口

鉄道路線により市街地が東西に分断されており、1994年8月時点で踏切による道路遮断時間は最大7時間50分/日におよんでいたことから、市内では道路混雑の解消や救急・防災活動支援、市街地の一体化を図るために鉄道連続立体交差を早期実現しようという動きがあり、「大牟田地区鉄道高架推進協議会」による署名活動などが展開され、当時の市長・塩塚公一への陳情も行われたが、2024年時点でも実現には至っていない。
- 九州旅客鉄道（JR九州）
  - 九州新幹線
    - 新大牟田駅

  - 鹿児島本線
    - 吉野駅 - 銀水駅 - 大牟田駅
- 西日本鉄道（西鉄）
  - 天神大牟田線
    - 西鉄渡瀬駅 - 倉永駅 - 東甘木駅 - 西鉄銀水駅 - 新栄町駅 - 大牟田駅

市の代表駅：大牟田駅

#### 廃止された鉄道路線
- 西鉄大牟田市内線 : 開業当時は大牟田電気軌道
  - 旭町駅 - 栄町駅前駅 - 大牟田駅前駅 - 市立病院前駅 - 白金町駅 - 諏訪橋駅 - 三川町五丁目駅 - 四ツ山駅　※一部の駅のみ記載
- 三井三池港務所三池鉄道線 : 地方鉄道昇格当時は三井鉱山三池鉄道線
  - 三池浜駅 - 宮浦駅 - 万田駅 - （この間荒尾市） - 三池港駅
  - 宮浦駅 - 東谷駅
- 三井化学専用線
  - 旭町駅（仮屋川操車場） - 宮浦駅（2020年5月運行終了）

### バス

#### 路線バス
- 西鉄バス大牟田（西鉄バスグループ）
  - 大牟田市内
  - 大牟田市 - 荒尾市（荒尾駅、倉掛・万田坑、グリーンランド、庄山）
  - 大牟田市 - 南関町

なお、2021年8月1日に大牟田市と福岡空港を結ぶ高速バスが休止されたため、現在は大牟田市内発着の高速バスはない。

#### コミュニティバス
- 三池サンキューバス[36] - 三池地区（市東部）で運行
- 倉永生活循環バス - 倉永地区（市北部）で運行

#### 廃止された路線
- 西鉄バス大牟田 : 過去にあった路線を参照
- 九州産業交通 : 大牟田市 - 熊本市（普通便のほか、快速「みいけ号」も運行されていた）

### 道路

#### 高速自動車国道
九州自動車道が市域の北東部を通過しているが、インターチェンジはない。南関IC（熊本県玉名郡南関町）が最も近い。

#### 地域高規格道路
- 有明海沿岸道路
  - 三池港IC - 大牟田IC - 健老IC - 大牟田北IC

#### 一般道路
一般国道
- 国道208号
- 国道209号（国道208号との重複区間）
- 国道389号
- 国道501号（国道389号との重複区間）

主要地方道
- 福岡県道・熊本県道3号大牟田植木線
- 福岡県道・熊本県道5号大牟田南関線
- 熊本県道・福岡県道10号南関大牟田北線
- 福岡県道・佐賀県道18号大牟田川副線
- 福岡県道93号大牟田高田線

一般県道
- 熊本県道・福岡県道124号金山櫟野線
- 福岡県道・熊本県道126号大牟田荒尾線
- 福岡県道727号銀水停車場線
- 福岡県道735号大牟田港線
- 福岡県道736号三池港線
- 福岡県道782号倉永三池線
- 福岡県道786号手鎌三池線
- 福岡県道787号勝立三川線
- 福岡県道788号藤田上官線
- 福岡県道789号一部三川線
- 福岡県道790号黄金不知火線

#### 道の駅
- おおむた（花ぷらす館）

### 船舶
港湾
- 三池港（重要港湾） : 干満の差が大きな有明海で大型船の入港ができるようつくられた閘門式の港。閘門は機械遺産に認定されている。

航路
- やまさ海運（高速船）
  - 三池島原ライン : 三池港 - 島原港（長崎県島原市）

## マスコミ・通信

### 放送局
- NHK福岡放送局大牟田支局

### 新聞
- 有明新報
- 日刊大牟田 - 2018年11月30日限りで廃刊
- 西日本新聞大牟田支局
- 朝日新聞大牟田支局
- 読売新聞大牟田通信部
- 毎日新聞大牟田通信部

### 雑誌
- CLEBA - フリーペーパー。有明新報社。隔月発行。2004年11月創刊。
- どがしこでん - フリーペーパー。大牟田市シルバー人材センター・みらい広告出版株式会社。隔月発行。2012年10月創刊。
- Ruffle（ラッフル） - フリーペーパー。株式会社Ruffle[注釈 4]。2～3か月につき1回発行。2015年6月創刊。
- 月刊みれにあむ

## 名所・旧跡・観光スポット・祭事・催事

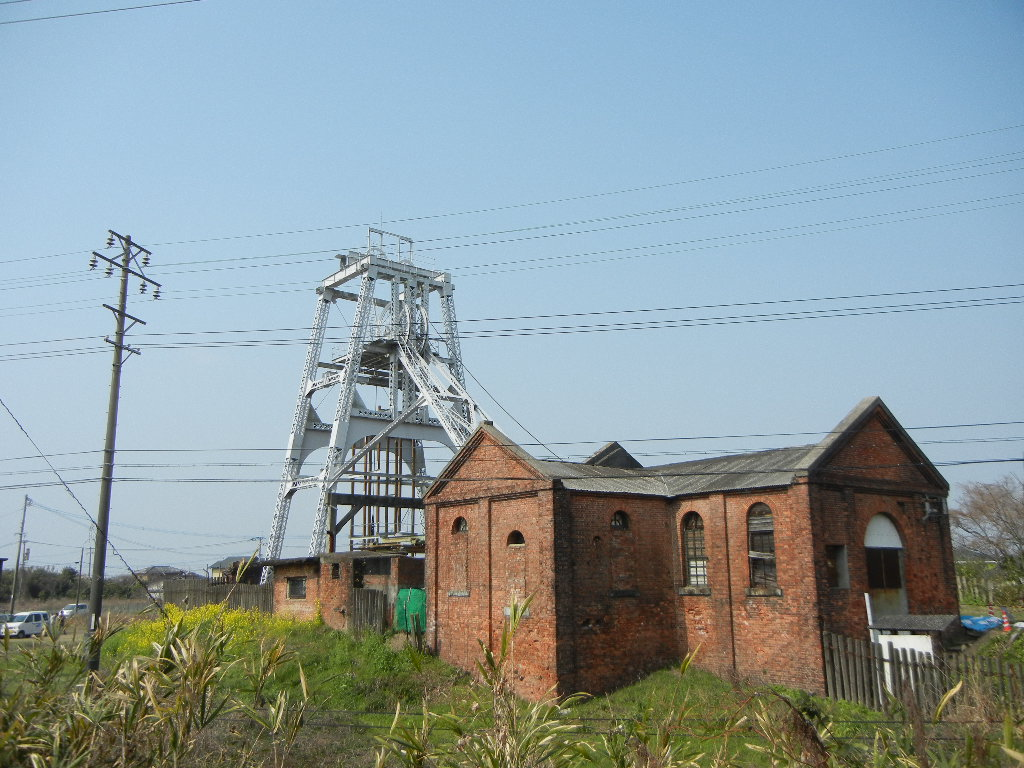
三池炭鉱宮原坑跡

### 名所・旧跡
- 早鐘眼鏡橋（国の重要文化財）
- 三池炭鉱宮原坑跡（国の史跡及び重要文化財） - 明治日本の産業革命遺産構成資産
- 三池炭鉱万田坑跡（国の史跡及び重要文化財） - 明治日本の産業革命遺産構成資産　荒尾市にあるが敷地の一部が大牟田市
- 三池港 - 明治日本の産業革命遺産構成資産
- 萩ノ尾古墳（国の史跡）
- 焼石山公園に見られる地層『米ノ山層』『銀水層』（県指定天然記念物）

### 観光スポット・文化施設
市中部・西部・南部
- 延命公園（福祉の森）

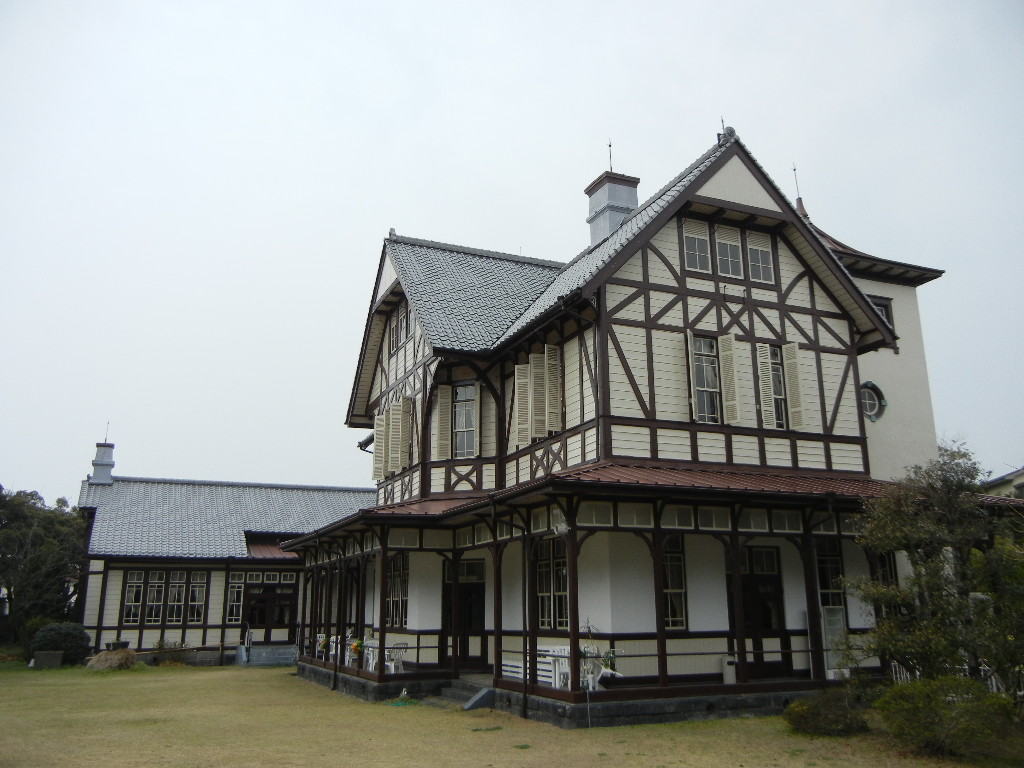
旧三井港倶楽部

- 大牟田市動物園 - 2006年4月より指定管理者制度により民間委託開始
- おおむたアリーナ
- 大牟田市延命球場
- 三池カルタ記念館等複合施設（カルタックスおおむた）[37] - 大牟田市立図書館と三池カルタ記念館との複合施設。2006年4月より歴史資料館を統合
- 記念グラウンド（陸上競技場）
- 大牟田市文化会館（大ホール・小ホール・プラネタリウム等併設）
- 宮浦石炭記念公園
- 大牟田市市民活動等多目的交流施設「えるる」
- エコサンクセンター
- 諏訪公園
- 大牟田市石炭産業科学館
- 三井港倶楽部

市北部・東部
- 黒崎公園
- 三池公園
- 甘木山（甘木公園・大牟田ハイツ） - 大牟田テレビ・FM中継局が設置されている
- 普光寺 - 境内に「臥龍梅」と呼ばれる樹齢450年以上の梅の木があり毎年2月中旬から3月上旬頃に開花する
- 定林寺 - 境内に多数のアジサイが植えられており「あじさい寺」の通称がある
- 三池山
- 安照寺 - 三池藩藩主の帰郷時に宿泊所として用いられた
- リフレスおおむた（大牟田市立多目的活動施設）

### 祭事・催事
- 臼かぶり（水かぶり）（1月：成人の日）（三池上町彌剱神社）
- 普光寺梅まつり（2月・3月）
- 三池初市（3月1日・2日）
- 大牟田二十日えびす（3月20日前後）
- おおむた『大蛇山』まつり（7月下旬）（大牟田神社など）
- 銭太鼓踊りと瓢箪（ひゅうたん）廻し（9月25日）（上内岡天満宮祭礼行事）
- 近代化遺産一斉公開（11月3日）

### 神社
- 本宮彌劔神社
- 大牟田神社[38]
- 大牟田熊野神社[39]・三笠神社[40]
- 諏訪神社
- 上内八幡宮[41]
- 宗繁神社
- 岡天満宮（上内岡天満宮）
- 駛馬天満宮[42]
- 船津天満宮

### 寺院
- 慧日寺
- 普光寺
- 法雲寺

## 大牟田市が舞台となった作品

### 映画
- 月光の夏
- ひだるか
- EUREKA
- 三池 終わらない炭鉱の物語
- いのちスケッチ
- 向田理髪店 - 筑沢町という架空の町が舞台となっているが、撮影は大牟田市を中心に行われた。
- オオムタアツシの青春[43]

### テレビドラマ
- 見知らぬわが町（2010年NHK福岡放送局） - 福岡発地域ドラマ

### 漫画
- はじめてのあく（小学館）

### 小説
- 地の底のヤマ（2011年11月 講談社） 西村健 - 第33回吉川英治文学新人賞受賞作

## 著名な出身者

### 立法・行政
- 上田清司（参議院議員、元衆議院議員、前埼玉県知事）
- 島田智哉子（元参議院議員）
- 関好孝（大牟田市長）
- 鶴惣市（元衆議院議員）
- 当摩好子（元埼玉県議会議員、元所沢市長）
- 細谷治通（元衆議院議員）
- 三重野栄子（元参議院議員）
- 山田貴正（大牟田市議会議員、お笑いコンビ「レモンティー」のメンバー・「山田ドゥ」としても活動）

### 司法
- 岩木宰（福岡高等裁判所部総括判事、佐賀地方裁判所長）
- 鹿野伸二（名古屋家庭裁判所所長、最高裁判所調査官）
- 桜井龍子（元最高裁判所判事、元労働省女性局局長）

### 経済
- 黒田東彦（日本銀行前総裁）
- 古賀信行（野村證券会長）
- 渋谷翔一郎（Matsuo Sangyoグループ代表取締役会長兼社長、Bkack Moon Investment代表取締役社長）
- 末安堅二（中京銀行頭取）
- 團伊能（実業家、政治家、美術史学者）
- 服部信治（株式会社アーバネットコーポレーション社長）

### 学問
- 北川智子（歴史学者・宇宙航空研究開発機構宇宙教育センター長）
- 坂元一哉（国際政治学者）
- 向坂逸郎（経済学者）
- 堤研二（地理学者）

### 芸能・マスコミ
- 池上ケイ（歌手）
- 一條洋子（大衆演劇「劇団花月」座長）
- 井上望（元歌手・音楽プロデューサー）
- 甲斐智枝美（歌手）
- 佐藤正和（俳優）
- ジプシー・ローズ（ストリッパー）
- 四方堂亘（俳優）
- 白石カズトモ a.k.a.DAKEN （ミュージシャン）
- 鳥井守幸（ジャーナリスト、帝京平成大学教授）
- 中島裕貴（10神ACTOR）
- 中島浩二（タレント・ディスクジョッキー、兵庫県尼崎市生まれ大牟田市育ち）
- 中村和彦（映画監督）
- 中山貴美子（元女優）
- 長友仍世（歌手・DJ）
- 林田麻里（女優）
- 日高美子（元アニメ歌手）
- 本田路津子（歌手）
- 松井誠（俳優）
- 港健二郎（映画監督）
- もりたかお（旧芸名・金時むすこ）（俳優）
- 森下玲可（歌手）
- 諸岡なほ子（タレント）
- 山下ショーイチ（ナレーター）
- ルーシー☆インザスカイ（お笑い芸人）
- レイパー佐藤（ものまねタレント）

### 文学・芸術
- 伊藤髟耳（画家）
- 内田麟太郎（絵本作家）
- 大津英敏（画家）
- 草野唯雄（推理小説作家）
- 坂井秀雄（作詞家）
- 佐田暢子（小説家）
- 杉野宣雄（押し花作家）
- 西村健（小説家）

### 漫画・イラスト・ゲーム
- 尾形圭士郎（漫画家）
- 鴨川つばめ（漫画家）
- 古賀新一（漫画家）
- 猿渡哲也（漫画家）
- 志水アキ（漫画家）
- 長野拓造（キャラクターデザイナー）
- 萩尾望都（漫画家）
- 萩森千聖（漫画家）
- はらだ蘭（漫画家）
- 日野晃博 （ゲームクリエイター、株式会社レベルファイブ社長）
- 平田真貴子（漫画家）
- 福米ともみ（漫画家）
- 福山庸治（漫画家）
- 藤木俊（漫画家）

### スポーツ選手
- 阿部和成（元プロ野球選手）
- 上田卓三（元プロ野球選手）
- 加倉一馬（元プロ野球選手）
- 加倉高廣（競輪選手）
- 加倉正義（競輪選手）
- 熊谷一弥（テニス選手）
- 小淵泰輔（元プロ野球選手)
- 園田隆二（柔道家）
- 髙嶋理紗（フェンシング選手）
- 高森啓吾（柔道家、総合格闘家）
- 立花義家（元プロ野球選手）
- 田中勉（元プロ野球選手)
- 田中亮（元騎手、現調教助手）
- 塘内将彦（柔道家）
- 永野祐樹（プロボクサー）
- 野田響（ラグビー選手）
- 乗松聖矢（車いすラグビー選手）
- 原辰徳（元プロ野球選手・読売ジャイアンツ元監督、出生より小学校2年次の夏休みまで在住）
- 真弓明信（元プロ野球選手・阪神タイガース元監督、熊本県玉名郡南関町生まれ大牟田市育ち）
- 村上隆行（元プロ野球選手・福岡ソフトバンクホークス打撃コーチ）
- 矢野俊一（元プロ野球選手）
- 山崎八重子（バレーボール選手）

### ゆかりのある人物
- 相武紗季（女優、夫が大牟田市出身）
- あびる優（タレント）（大牟田出身の元女優・中山貴美子の子、大牟田市生まれ東京都育ち）
- いしだあゆみ（歌手・女優、母親が大牟田市出身）
- 石田治子（元フィギュアスケート選手・指導者、母親が大牟田市出身、いしだあゆみの姉）
- 石田ゆり（元歌手・女優、母親が大牟田市出身、いしだあゆみの妹）
- 加藤シヅエ（女性初の国会議員、大牟田市に在住していた時期がある）
- 坂上忍（俳優）（父親が大牟田市生まれ）
- 庄村聡泰（ミュージシャン・［ALEXANDROS］元ドラマー・エッセイスト、大牟田市生まれ神奈川県育ち）
- 原貢（アマチュア野球指導者、福岡県立三池工業高等学校野球部監督として在住、佐賀県鳥栖市出身）
- ヒロシ（タレント、大牟田市生まれ荒尾市育ち）
- 渡部建（お笑い・アンジャッシュ、母方が大牟田市）